# DNA (MONKEY MAJIKのアルバム)
『DNA』（ディーエヌエー）は、日本のポップ・ロックバンドMONKEY MAJIKが、2013年10月16日に発売した通算8枚目（メジャー6枚目）のオリジナルアルバム。

## 概要
前作Somewhere Out Thereから1年10ヶ月ぶりとなるフルアルバム。アルバムのタイトルは、曲がほぼ完成しアートワークを決める段階になったときに、デザイナーが持参した多数の写真の中にあったもの（アルバムジャケットの原型）が元となって決定した。
LIVE・ドキュメンタリー映像付き限定盤（CD+Blu-ray、CD+DVD）、通常盤（CDのみ）の3形態で発売。

## 収録曲

### CD
1. Alive
  - 本作のリードトラック。アルバム発売前の9月11日よりiTunesで先行配信され、ミュージックビデオも制作された。
2. Free to Fly
  - 日テレプラス ドラマ・アニメ・スポーツ「日テレプラス プロ野球中継 楽天イーグルス HEAT! LIVE」イメージソング
  - ワールド・ハイビジョン・チャンネル「BS12 プロ野球中継」東北楽天主催試合エンディングテーマ
3. Gravity
4. Traveler
5. FOREVER YOUNG
  - NEC「LaVie L / LaVie Tab」CMソング
6. Story
  - 19thシングル
  - LIXIL住宅研究所アイフルホームTVCM「積み木」篇CMソング
  - auPERFECT SYNC.キャンペーンデジタルタイアップソング
7. Don't wake me up
8. If
  - 18thシングル
  - Jリーグ20周年記念特別ショートフィルム「旅するボール」主題歌
9. すなのしろ
10. The Apprentice
  - 「If」カップリング曲
  - NHK「J-MELO」テーマソング(2013年1月～3月)
11. Save the last dance
12. Polygon
13. A Christmas Song（ボーナス・トラック）
  - 17thシングル、小田和正とのコラボレーション作品
  - 2012SENDAI光のページェントテーマソング

### Blu-ray&DVD
1. Black Hole
2. U.F.O
3. ホワイトノイズ
4. Livin' in the sun
5. 5.30
6. 虹色の魚
7. Change
8. 魔法の言葉
9. Headlight
10. MONSTER
11. 足跡
12. アイシテル
  - 「ENGLISH BEST」の制作途中であったため、1番のみ英語バージョンで歌われている。
13. MONKEY MAJIK DOCUMENTARY of ASIA and NORTH AMERICA TOUR 2012
  - ドキュメンタリー終盤ではオタワにあるプラント兄弟の実家を訪れ、彼らの両親へのインタビューを行っている。（尚、母親はその後2018年に病死。）